# Osorno (Los Lagos)
Osorno is een stad en gemeente in de Chileense provincie Osorno in de regio Los Lagos. Osorno telde 161.460 inwoners in 2017.
Osorno is de hoofdstad van de provincie Osorno en is gelegen aan de Pan-Amerikaanse weg ongeveer 100 km ten noorden van Puerto Montt. De stad is opgericht in 1558 maar was een ruïne tussen 1603 en 1788 nadat de plaats was verwoest door de Mapuche. Er is ook een vulkaan in de nabijheid, de Osorno.
De stad is de zetel van het rooms-katholieke bisdom Osorno.

## Geboren
- Guillermo Subiabre (1903-1964), voetballer

## Galerij

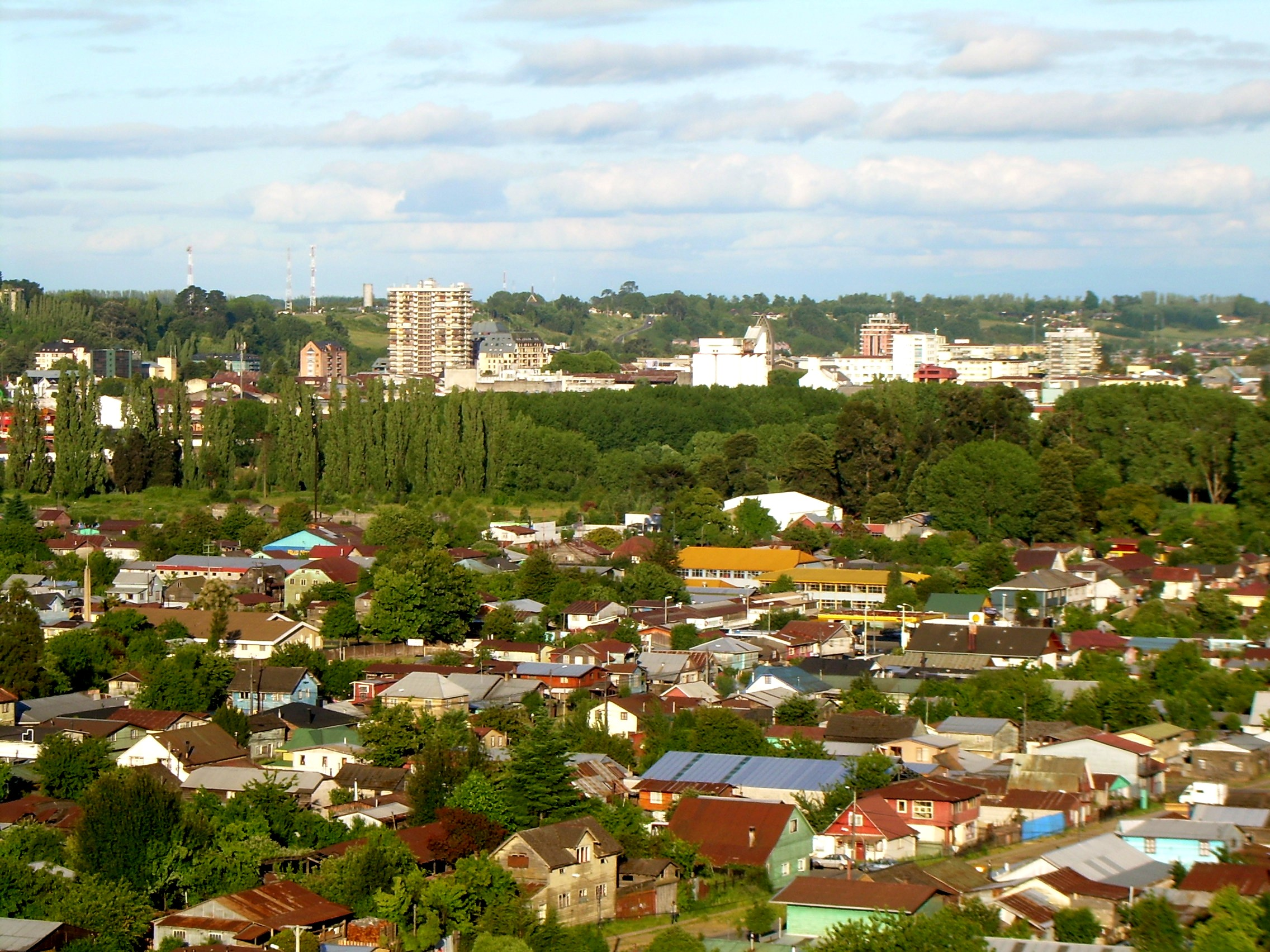
Uitzicht op Osorno